# 徐显秀

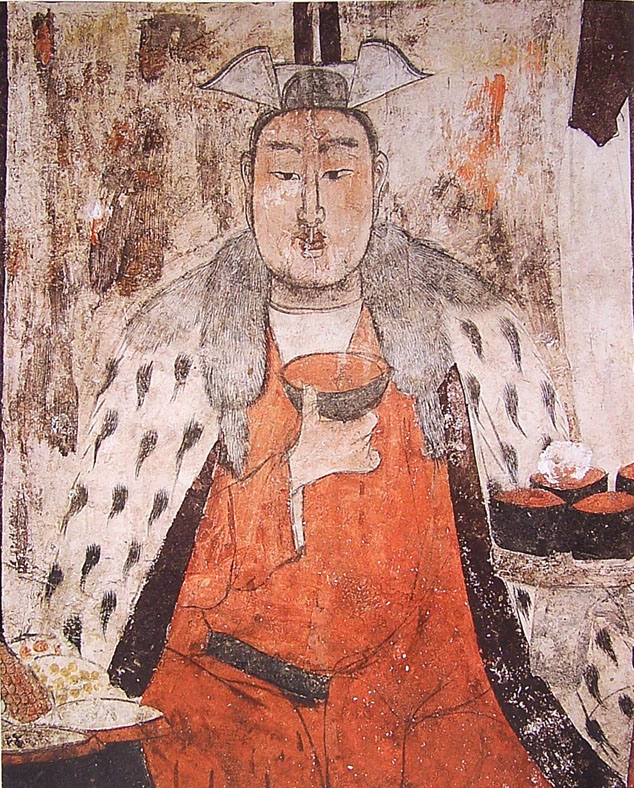
徐显秀墓壁画中徐显秀的形象

徐显秀（502年—571年2月16日），名颖，字显秀，以字行，蔚州忠义郡（今河北省张家口市张北县）人，北魏、东魏、北齐官员。

## 生平
徐显秀追随尔朱荣起兵，出任前锋都督、太中大夫，封马邑县开国伯。高欢在信都起兵后，徐显秀投奔高欢，出任抚军将军、银青光禄大夫、直阁将军、帐内正都督、凉州刺史、新城大都督，又出任使持节、都督朔州诸军事、朔州刺史，又因军功加仪同三司，封桑乾县开国子。天保初年，徐显秀加开府，仍加骠骑大将军、汾州刺史，转任肆州刺史，食干平原郡，加特进，出任成州刺史，封金门郡开国公。大宁初年，徐显秀别封武乡县开国伯，出任宜州刺史。河清三年（564年）十一月，北周进攻洛阳，徐显秀在洛阳金墉城与北周军队接战，大破周军，封武安王，出任徐州刺史、大行台尚书右仆射，后出任南朔州刺史，食干赵郡，很快转而食干兖州。天统四年三月乙巳（568年4月22日），太上皇高湛诏令开府仪同三司徐显秀出任司空。天统五年三月丁酉（569年4月9日），司空徐显秀出任太尉。武平二年正月七日（571年2月16日），徐显秀在晋阳（今山西省太原市）家中去世，虚岁七十，齐后主诏令赠予使持节、都督冀瀛沧赵齐济汾七州诸军事、冀州刺史、太保、尚书令，以太牢祭祀，同年十一月乙巳朔十七日辛酉（571年12月19日）葬于晋阳城东北三十里。

## 墓地
徐显秀墓在今太原市迎泽区郝庄乡王家峰村，2000年至2002年发掘，并入选2002年“全国十大考古新发现”。目前原址上盖有太原北齐壁画博物馆，墓葬则包括在内。

### 徐显秀墓志
齐故太尉公太保尚书令徐武安王墓志

王讳颖，字显秀，忠义人也。昔启家淮沂，或王或子。致唅矢于鲁邦，留宝于坟树。亦有美儿盛颜，擅高名于齐北；洁心苦志，标绝操于海隅。自兹以降，分源弥广。扬声朔野，繁如椒实。祖安，怀戎镇将，温良闲素，行在言先。考珍，司徒，蕴异韬奇，礼申运后。王上禀雷精，旁承金气。阚如躯虎，烈似冰霜。宏量恢然，独恣心赏。关下豪杰，尽慕侠风； 边地少年，同归壮概。既而北服尘飞，中原云扰。尔朱天柱，始辑勤王。宿挹英异，厚相招结。籯粮杖釰，遂参麾鼓。颜行别将，咸必冠军；搏战致师，无不陷敌。授前锋都督，马邑县开国伯、太中大夫。高祖定业，除抚军将军、银青光禄大夫、直阁将军、帐内正都督、凉州剌史、新城大都督。复除使持节、都督朔 州诸军事、朔州刺史。一从真主，骥展英规。常冲死地，屡入虎口。体兼伤以方厉，衣浴血而逾猛。多陵始阵，每殿还师。是曰九军之雄，实唯万夫之特。盟府已盈，赏典斯茂。除仪同三司、桑干县开国子。天保初，加开府，仍除骠骑大将军，汾州剌史，转肆州郏史。清惠为资，高明成用。两部均咏，二审同。赐食平原郡干，加特进，除成州刺史，封金门郡开国公。大宁初，别封武乡县开国伯，除宜州剌史。伪邻不逞，连祸作寇。南倾巴，西尽牢烧。士若渭沙，戈犹林木。盛顿橹于金墉，舒旌于芒阜。救兵未会，元戎始交。多少相悬，车徒异势。王跃马抽，独奋孤挺。遂破百万之师，仍解危城之急。功大体殊，业隆秩茂。乃封武安王，除徐州刺史、大行台尚书右仆射。阈民多术，宣威有庸。噪传不停，除南朔州剌史，食赵郡干。俄转食南兖州干，拜司空公。冬官崇邈，懿德是推。我膺逾往，下台增耀，迁太尉公。西鼎降绝，非贤莫允。式从休命，阴阳以调。惟王灵府凝深，天机俊发。慷慨衷于顾眄，义列形于音旨。难不爱身，胜无伐善。故能立此元功，开兹荣业。轹天衢以长迈，腾太阶而上驰。宜其遗，永锡斯保。树风不静，奄以武平二年正月七日，遘疾薨于晋阳之里第，时年七十。诏赠使持节，都督冀、瀛、沧、赵、齐、济、汾七州诸军事，冀州剌史，太保，尚书令，祭以太牢，太常谥曰，礼也。以其年十一月乙巳朔十七日辛酉，葬于晋阳城东北卅余里。敬勒徽猷，寄之泉路。其铭曰:
峻岳播祉，贤宿降精。应时为世，粹在人英。公衷王骨，将气雄名。耳垂吴阪，锷蕴丰城。世道威夷，天方长乱。怀入楚，捐躯从汉。时遇始基，事逢多难。聿为心膂，兼称贞干。匈奴合骑，兼羌连党。奋身逈入，提孤往。平城解围，崤函复象。懿勋光绩，大赉超赏。四衣公衮，八振蕃麾。绛灌等烈，黥彭并驰。申酉易没，舟豁俄移。始类辞家，终同成郢。国伤旧齿，朝追后命。典册并褒，赗物俱盛。一棺永往，九泉无竟。

## 家庭

### 祖父
- 徐安，北魏怀戎镇镇将[7]

### 父亲
- 徐珍，追赠司徒[7]

## 影視創作
- 《陸貞傳奇》高雲翔 飾